# Université de technologie de Kyūshū
Kyushu Institute of Technology (九州工業大学, Kyūshū Kōgyō Daigaku), l'université de technologie de Kyūshū (九州工業大学, Kyūshū Kōgyō Daigaku, couramment abrégée en KyūKōDai, 九工大), en KIT ou Kyutech en anglais, est une université nationale japonaise, située à Kitakyūshū dans la préfecture de Fukuoka.

## Historique
L'université est fondée en 1907 sous le nom d'école supérieur de Meiji. En 1921, l'établissement accède au statut d'université nationale. En 1949, à la suite d'une nouvelle loi structurant l'éducation supérieur, l'université prend son nom actuel.

### Anciens présidents

#### Présidents de l'école supérieur de Meiji
- Kenjiro Matsumoto (1909-1909.9)
- Ataru Matoba (1909-1922.7)
- Shigemi Oba (1922-1926.5)
- Chinzo Tomoda (1926-1933.1)
- Korenori Nakagawa (1933-1941.9)
- Haruo Matsuura (1941-1944.3)

#### Présidents de l'école supérieur de technologie De Meiji
- Kinji Shimizu (1944-1945.11)
- Tadao Kitazawa (1945-1948.8)
- Takeshi Shirai (1948-1949.5)

#### Présidents de l'université de technologie de Kyūshū
- Kazuo Ando (1949-1953)
- Heihachi Kamura (1953-1961.9)
- Tokuichi Tumaki (1961-1969.10)
- Taijiro Kasai (1969-1973.9)
- Mitsugu Konomi (1973-1977.9)
- Teruzo Asahara (1877-1981.9)
- Junkichi Inoue (1981-1987.9)
- Shizuo Mukai (1987-1993.9)
- Kunisuke Hosokawa (1993-1999.9)
- Tatsuro Miyasato (1999.10)

## Composantes
L'université est structurée en facultés de 1er cycle, qui ont la charge des étudiants de 1er cycle universitaire, et en facultés de cycles supérieurs, qui ont la charge des étudiants de 2e et 3e cycle universitaire.

### Facultés de1ercycle
L'université compte deux facultés de 1er cycle : les facultés d'ingénierie et d'informatique et d'ingénierie des systèmes.

### Facultés de cycles supérieur
L'université compte trois facultés de cycles supérieurs : une d'ingénierie, une d'informatique et d'ingénierie des systèmes et une troisième de sciences de la vie.

## Personnalités liées

### Ancien étudiant
- Tetsuya Théodore Fujita, météorologue.